# Nemoura flexuosa
Nemoura flexuosa är en bäcksländeart som beskrevs av Aubert 1949. Nemoura flexuosa ingår i släktet Nemoura och familjen kryssbäcksländor. Arten är reproducerande i Sverige. Inga underarter finns listade i Catalogue of Life.